# بيت المعمري (بني العوام)

تعديل مصدري - تعديل

بيت المعمري هي إحدى قرى عزلة بني العوام بمديرية بني العوام التابعة لمحافظة حجة، بلغ تعداد سكانها 42 نسمة حسب تعداد اليمن لعام 2004.